# Az-Zarqa (provins)
az-Zarqa, formellt Muhafazat az-Zarqa (arabiska: محافظة الزرقاء), är en av Jordaniens tolv provinser (muhafaza). Den administrativa huvudorten är az-Zarqa. Provinsen gränsar mot provinserna al-Mafraq, Jarash, Madaba och Huvudstadsprovinsen. 
Provinsen hade 764 650 invånare år 2004 och en yta på 4 080 km². I provinsen ligger de historiska ökenslotten Quseir Amra, Qasr Azraq, Qasr Hallabat och Qasr Hammam Assarah.

## Administrativ indelning
Provinsen är indelad i tre distrikt (liwa):
- Rusayfa
- Qasabat az-Zarqa
- al-Hashimiyya